# Zénaïde Laetitia Julie Bonaparte

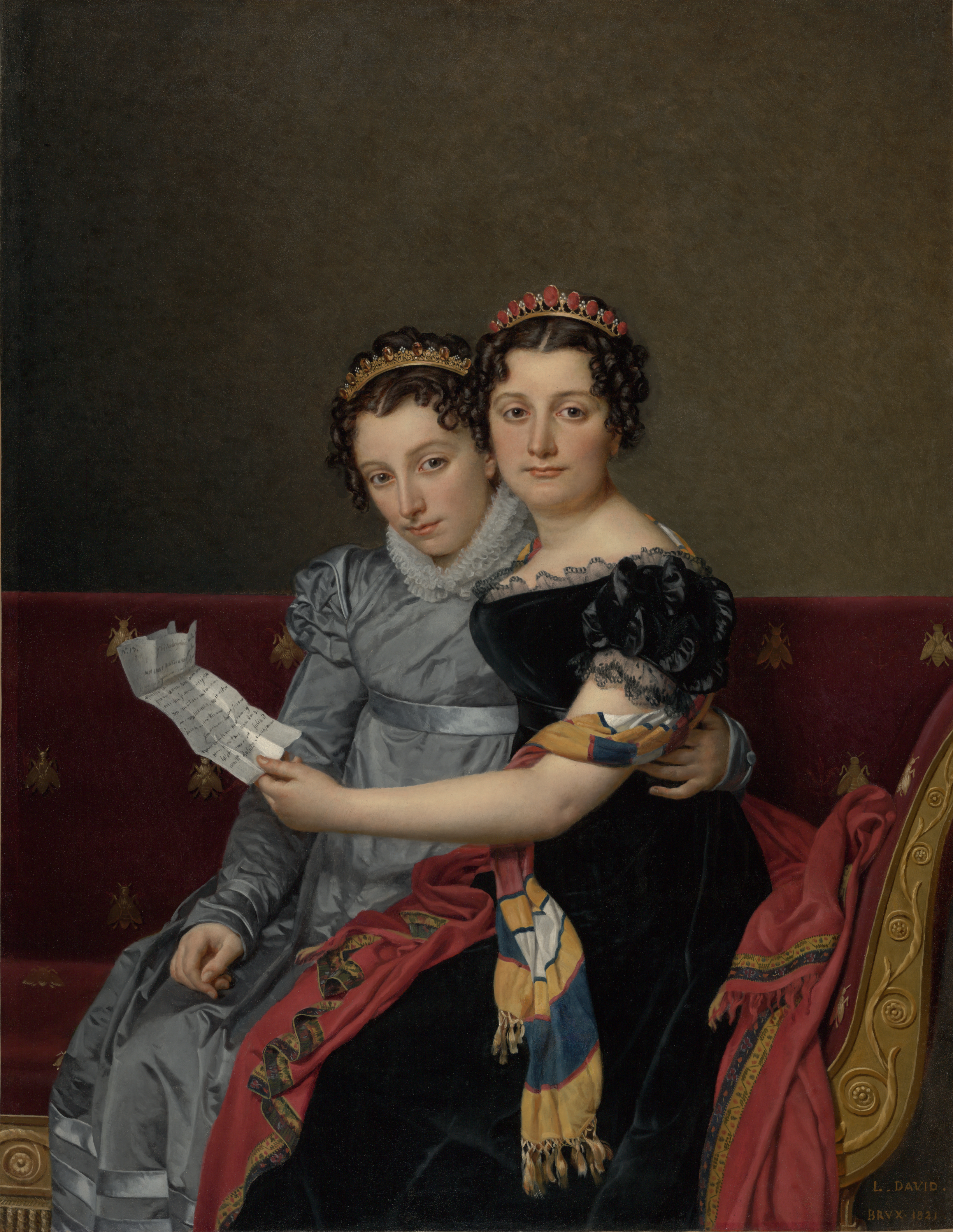
Zenaïde Bonaparte (vorne) und ihre Schwester Charlotte, Jacques-Louis David, 1821

Zénaïde Laetitia Julie Bonaparte, Fürstin von Canino und Musignano (* 9. Juli 1801; † 8. August 1854) war die älteste Tochter von Joseph Bonaparte und Julie Clary. Sie heiratete später ihren Cousin, den Ornithologen Charles Lucien Bonaparte. Gemeinsam mit ihrem Vater lebte sie mehrere Jahre in New Jersey im Exil.
Zénaide Laetitia und Charles Lucien Bonaparte heirateten am 29. Juni 1822. Die Ehe kam auf Vorschlag ihres Vaters zu Stande. Dieser plante bereits zu dem Zeitpunkt, als seine Tochter fünf Jahre alt war, sie und ihre Schwester mit Söhnen seines Bruders Lucien Bonaparte zu verheiraten. Er wollte damit die napoleonische Dynastie fortsetzen, da er nicht ausschloss, dass die Bonaparte-Familie eines Tages wieder an die Macht gelangen könnte. Die Ehe wurde mit sehr wenig Pomp gefeiert. Dazu kann beigetragen haben, dass die Familie ihrer Tochter eine außerordentlich hohe Mitgift von 730.000 Francs mitgab, die das Vermögen der Familie beträchtlich minderte. Aus der Ehe gingen zwölf Kinder hervor:
- Joseph Lucien Charles Napoleon Bonaparte, 3. Prince de Canino et de Musignano (* 13. Februar 1824; † 2. September 1865)
- Alexandrine Gertrude Zénaïde Bonaparte (* 9. Juni 1826; † Mai 1828)
- Lucien Louis Joseph Napoleon Bonaparte, 4. Prince de Canino et de Musignano (* 15. November 1828; † 19. November 1895)
- Julie Charlotte Bonaparte (5. Juni 1830; † 28. Oktober 1900)
- Charlotte Honorine Joséphine Pauline Bonaparte (* 4. März 1832; † 1. Oktober 1901)
- Léonie Stéphanie Elise Bonaparte (* 18. September 1833; † 14. September 1839)
- Marie Désirée Eugénie Joséphine Philomène Bonaparte (* 18. März 1835; † 28. August 1890)
- Augusta Amélie Maximilienne Jacqueline Bonaparte (* 9. November 1836; † 29. März 1900)
- Napoléon Charles Grégoire Jacques Philippe Bonaparte, 5. Prince de Canino et de Musignano (* 5. Februar 1839; † 11. Februar 1899)
- Bathilde Aloïse Léonie Bonaparte (26. November 1840; 9. Juni 1861)
- Albertine Marie Thérèse Bonaparte (* 12. März 1842; † 3. Juni 1842)
- Charles Albert Bonaparte (* 22. März 1843; † 6. Dezember 1847)

Die Gattung der Trauertauben trägt die wissenschaftliche Bezeichnung Zenaida und wurde von Charles Lucien Bonaparte zu Ehren seiner Frau so benannt.

## Einzelbelege
1. 1 2  Stroud, pp. 25–29